# تريسي ريد (ممثلة)
تريسي ريد (بالإنجليزية: Tracy Reed)‏ هي ممثلة أمريكية، ولدت في 28 أكتوبر 1949 في الولايات المتحدة.

## وصلات خارجية
- تريسي ريد على موقع IMDb (الإنجليزية)
- تريسي ريد على موقع قاعدة بيانات الفيلم (الإنجليزية)